# Coccorchestes
Coccorchestes Thorell, 1881 è un genere di ragni appartenente alla famiglia Salticidae.

## Distribuzione
La maggior parte delle 40 specie oggi note di questo genere è endemica della Nuova Guinea; solo 2 specie, la C. ferreus e la C. inermis, sono state rinvenute rispettivamente nel Queensland e in Nuova Britannia.

## Tassonomia
A dicembre 2010, si compone di 40 specie:
1. Coccorchestes aiyura Balogh, 1980 — Nuova Guinea
2. Coccorchestes biak Balogh, 1980 — Nuova Guinea
3. Coccorchestes biroi Balogh, 1980 — Nuova Guinea
4. Coccorchestes blendae Thorell, 1881 — Nuova Guinea
5. Coccorchestes buszkoae Prószynski, 1971 — Nuova Guinea
6. Coccorchestes clavifemur Balogh, 1979 — Nuova Guinea
7. Coccorchestes fenicheli Balogh, 1980 — Nuova Guinea
8. Coccorchestes ferreus Griswold, 1984 — Queensland
9. Coccorchestes fluviatilis Balogh, 1980 — Nuova Guinea
10. Coccorchestes giluwe Balogh, 1980 — Nuova Guinea
11. Coccorchestes gressitti Balogh, 1979 — Nuova Guinea
12. Coccorchestes hamatus Balogh, 1980 — Nuova Guinea
13. Coccorchestes hastatus Balogh, 1980 — Nuova Guinea
14. Coccorchestes huon Balogh, 1980 — Nuova Guinea
15. Coccorchestes ifar Balogh, 1980 — Nuova Guinea
16. Coccorchestes ildikoae Balogh, 1979 — Nuova Guinea
17. Coccorchestes inermis Balogh, 1980 — Nuova Britannia
18. Coccorchestes jahilnickii Prószynski, 1971 — Nuova Guinea
19. Coccorchestes jimmi Balogh, 1980 — Nuova Guinea
20. Coccorchestes kaindi Balogh, 1980 — Nuova Guinea
21. Coccorchestes karimui Balogh, 1980 — Nuova Guinea
22. Coccorchestes mcadami Balogh, 1980 — Nuova Guinea
23. Coccorchestes missim Balogh, 1980 — Nuova Guinea
24. Coccorchestes otto Balogh, 1980 — Nuova Guinea
25. Coccorchestes piora Balogh, 1980 — Nuova Guinea
26. Coccorchestes quinquespinosus Balogh, 1980 — Nuova Guinea
27. Coccorchestes rufipes Thorell, 1881[2] — Nuova Guinea
28. Coccorchestes sinofi Balogh, 1980 — Nuova Guinea
29. Coccorchestes sirunki Balogh, 1980 — Nuova Guinea
30. Coccorchestes staregai Prószynski, 1971 — Nuova Guinea
31. Coccorchestes suspectus Balogh, 1980 — Nuova Guinea
32. Coccorchestes szentivanyi Balogh, 1980 — Nuova Guinea
33. Coccorchestes taeniatus Balogh, 1980 — Nuova Guinea
34. Coccorchestes tapini Balogh, 1980 — Nuova Guinea
35. Coccorchestes triplex Balogh, 1980 — Nuova Guinea
36. Coccorchestes vanapa Balogh, 1980 — Nuova Guinea
37. Coccorchestes verticillatus Balogh, 1980 — Nuova Guinea
38. Coccorchestes vicinus Balogh, 1980 — Nuova Guinea
39. Coccorchestes vogelkop Balogh, 1980 — Nuova Guinea
40. Coccorchestes waris Balogh, 1980 — Nuova Guinea

### Specie trasferite
- Coccorchestes decempunctatus (Szombathy, 1915); gli esemplari, rinvenuti in Nuova Guinea, sono stati ridenominati in Porius decempunctatus (Szombathy, 1915) a seguito di uno studio dell'aracnologo Prószynski del 1983[1].